# 北九州下関フェニックスの選手一覧
北九州下関フェニックスの選手一覧（きたきゅうしゅうしものせきフェニックスのせんしゅいちらん）は九州アジアリーグの北九州下関フェニックス（2022年シーズンは「福岡北九州フェニックス」）に所属する選手、およびかつて所属していた主な選手の一覧である。

## 監督・コーチ
| 背番号 | 名前                 | 役職                   |
| ------ | -------------------- | ---------------------- |
| 0      | 平間隼人             | 監督（選手兼任）       |
| 34     | 荒巻千尋             | 投手コーチ（選手兼任） |
| 99     | ジョアン・タバーレス | 投手コーチ（選手兼任） |
| 1      | 中田航大             | 野手コーチ（選手兼任） |

## 所属選手
※備考欄の「移籍」はリーグより移籍選手として公示されたもの。
それ以外の前年リーグ内他球団所属者は「前年は××に所属」と記載。

### 投手
| 背番号 | 選手名               | 投 | 打 | 備考                            |
| ------ | -------------------- | -- | -- | ------------------------------- |
| 14     | 高井亮介             | 右 | 右 | 2025年度新入団 前年は宮崎に所属 |
| 15     | 行木俊               | 右 | 右 | 元・広島東洋カープ              |
| 16     | 吉田英寿             | 右 | 左 | 2025年度新入団                  |
| 17     | 伊藤秀樹             | 左 | 左 | マネージャー兼任                |
| 18     | 西垣彰太             | 右 | 左 | 背番号14から変更                |
| 19     | 上田優太             | 右 | 右 |                                 |
| 20     | 金本享祐             | 右 | 右 | 球団GM兼任                      |
| 22     | 木戸敬士             | 右 | 右 | 2025年度新入団 前年は大分に所属 |
| 23     | 赤野脩也             | 右 | 右 | 2025年度新入団                  |
| 34     | 荒巻千尋             | 右 | 右 | コーチ兼任                      |
| 48     | 中村総一郎           | 右 | 右 |                                 |
| 99     | ジョアン・タバーレス | 右 | 右 | コーチ兼任 元・中日ドラゴンズ   |

### 捕手
| 背番号 | 選手名     | 投 | 打 | 備考                                               |
| ------ | ---------- | -- | -- | -------------------------------------------------- |
| 2      | 霜門佑哉   | 右 | 左 |                                                    |
| 5      | 金田拳士郎 | 右 | 右 | 2025年度新入団 前年は火の国に所属 登録名「拳士郎」 |
| 27     | 松田政大   | 右 | 右 | 2025年度新入団 前年は大分に所属                    |
| 59     | 宮原滉希   | 右 | 右 |                                                    |

### 内野手
| 背番号 | 選手名       | 投 | 打 | 備考                              |
| ------ | ------------ | -- | -- | --------------------------------- |
| 0      | 平間隼人     | 右 | 左 | 監督兼任 元・読売ジャイアンツ     |
| 6      | 河野颯太     | 右 | 左 | キャプテン                        |
| 7      | 伊藤諒人     | 右 | 右 | 2025年度新入団                    |
| 13     | 杉航         | 右 | 左 | 2025年度新入団 前年は宮崎に所属   |
| 24     | 漁野海人     | 右 | 右 | 背番号9から変更                   |
| 25     | 杉森慎太郎   | 右 | 右 | 2025年度新入団                    |
| 29     | 篠崎マリーク | 右 | 右 | 2025年度新入団 登録名「マリーク」 |
| 84     | 實松泰       | 左 | 左 | 2025年度新入団 前年は佐賀に所属   |

### 外野手
| 背番号 | 選手名     | 投 | 打 | 備考                       |
| ------ | ---------- | -- | -- | -------------------------- |
| 1      | 中田航大   | 右 | 右 | コーチ兼任 背番号8から変更 |
| 3      | 井町爵久   | 右 | 左 | 2025年度新入団             |
| 10     | 薮怜汰     | 右 | 右 |                            |
| 26     | 縄田琉樹   | 右 | 右 | 2025年度新入団             |
| 50     | 関本慎太郎 | 右 | 右 | 2025年度新入団             |

## 過去に在籍していた主な選手

### NPB入団選手
※年はNPB入団前の最終所属年度。当球団から直接入団した選手に限る。
- 2023年
  - 大江海透 - オリックス・バファローズ（育成ドラフト2位、2024年 - ）

### その他
- 宇土憲伸郎 - ベストナイン（2023年）
- ラモン・カブレラ - 元・シンシナティ・レッズ、コーチ兼任、首位打者（2022年）
- 北方悠誠 - 元・福岡ソフトバンクホークス、コーチ兼任
- ジョニー・セリス - 専任コーチから兼任で現役復帰
- 妹尾克哉 - 最多安打（2022年）
- 高橋駿
- DJ銀太 - 2024年に1試合のみ契約選手兼1日監督として出場。登録名「GINTA」。
- 寺原隼人 - 元・東京ヤクルトスワローズ、専任コーチから兼任で現役復帰
- 中村和希 - 元・東北楽天ゴールデンイーグルス、登録名「和希」、ベストナイン（2024年）
- 中村道大郎 - ベストナイン（2023年）
- 西岡剛 - 元・阪神タイガース、監督兼任
- 橋爪海人 - 最優秀中継ぎ、ベストナイン（2023年）
- 福永春吾 - 元・阪神タイガース
- 松本直晃 - 元・埼玉西武ライオンズ]、コーチ・監督兼任、最多セーブ（2022年）
- ルーカス・ホジョ - 元・野球ブラジル代表選手、コーチ兼任
- 松尾大河 - 元・横浜DeNAベイスターズ、登録名「大河」
- イスラエル・モタ - 元・読売ジャイアンツ、登録名「モタ」

## 歴代監督
- 西岡剛 （2022年 - 2023年、2024年は総監督）
- 松本直晃（2024年）